# Carl Busch (Glasmaler)
Carl Busch (* 19. August 1871 in Offenbach am Main; † 31. Oktober 1948 in Berlin-Südende) war ein deutscher Glasmaler und Heraldiker.

## Leben
Busch verlebte seine Jugend in Hanau. Nach allgemeiner Ausbildung in einer Kunstschule machte er die Lehre als Glasmaler und vervollkommnete sich als einer der erfolgreichsten deutschen Vertreter dieser Kunst. Am 20. Oktober 1919 heiratete er seine Frau Philippine, geborene Höhle in Offenbach. Schon in jungen Jahren kam er nach Berlin und widmete sich hier und darüber hinaus in Brandenburg, Pommern und anderen deutschen Landen der Glasmalerei. 
Es gibt in Berlin und Umgebung nur wenige Kirchen aus der ersten Hälfte des 20. Jahrhunderts, die nicht mit Glasfenstern von Busch geschmückt wurden, so in Berlin St. Marien, Corpus-Christi-Kirche, Michaelkirche. Auch in Profanbauten ist er vertreten, so im Rathaus Zehlendorf, im Rathaus Prenzlau, dessen Fenster er mit den Wappen der Bürgermeister und Geschlechter schmückte. Trotz der großen Zahl seiner Werke wurden diese nie zur Massenware.
„Die feierliche Monumentalität, das vornehmste Ziel der Glasmalerei, wusste er unter richtiger Verwendung ... von Glas und Blei und unter Ausnutzung des geheimnisvollen Spiels des Lichtes zu erreichen“ (Z. im Nachruf 1948). Auch als Zeichner auf heraldischem Gebiet entwickelte er beachtliche Fähigkeiten. Er entwarf Familien- und Kommunalwappen in großer Anzahl. Sein eigenes Heim, das im  Krieg zerstört wurde, war ein kleines Heimatmuseum. Er war in verschiedenen kulturgeschichtlichen Vereinigungen engagiert. Außerdem war er seit dem 1. Februar 1921 bis zu seinem Tode Mitglied des Herold.

## Heraldisches Schaffen
Zahlreiche Entwürfe zu Familienwappen in der Zeit von 1935 bis 1946, von denen die meisten in der DWR registriert wurden, aber infolge der kriegsbedingten Drucksperre seinerzeit noch nicht veröffentlicht werden konnten. Auch Kommunalwappen entwarf Busch. Als Schriftsteller trat er nur wenig hervor, z. B. mit einem Aufsatz über das Wappen von Hindenburg mit Glasmalerei, sowie weiteren kleinen Beiträgen insbesondere über Glasmalerei in Tageszeitungen und in der Glasindustrie-Zeitung „Diamant“ Nr. 10/1941. Der Verbleib des Nachlasses ist unbekannt.

## Quellangaben
1. 1 2  Biographisches Lexikon der Heraldiker herausgegeben vom HEROLD, Verein für Heraldik, Genealogie und verwandte Wissenschaften, Bearbeitet von Jürgen Arndt unter Mitwirkung von Horst Hilgenberg und Marga Wehner im VERLAG BAUER & RASPE NEUSTADT AN DER AISCH 1992

| Personendaten    | Personendaten                      |
| ---------------- | ---------------------------------- |
| NAME             | Busch, Carl                        |
| KURZBESCHREIBUNG | deutscher Glasmaler und Heraldiker |
| GEBURTSDATUM     | 19. August 1871                    |
| GEBURTSORT       | Offenbach am Main, Deutschland     |
| STERBEDATUM      | 31. Oktober 1948                   |
| STERBEORT        | Berlin, Deutschland                |